# Nomofílaco
Un nomofílaco (griego antiguo: νομοφύλαξ, nomophýlax, literalmente, "guardián de las leyes") fue inicialmente un magistrado dentro de un colegio que funcionó durante algún tiempo en la Antigua Atenas, en el siglo V a. C..
Su función consistía en comprobar que no se propusieran mociones inconstitucionales y castigar las que no se ajustaran a la constitución. También tenía la tarea de proteger y custodiar las leyes. En términos más generales, el nomofílaco debía defender el orden establecido de las cosas, evitando impulsos demasiado precipitados de innovación.
Aristóteles se refiere a este sistema como más o menos específica de los Estados oligárquicos.
En el Imperio bizantino, entre los siglos XI y XV, era un importante cargo jurídico, en lo alto de la jerarquía imperial.

## Historia
Existían nomofílacos en varias zonas de la Antigua Grecia: Abdera, Milasa, Calcedonia y Córcira. Cargos equivalentes, pero con nombres diferentes, existían en otras poleis: νομοδεῖκται (nomodéiktai) en Andania, θεσμοφύλακες (thesmofúlakes) en Elis.
En Esparta, por su parte, había cinco nomofílacos y un grammatofílaco (en griego antiguo: γραμματοφύλαξ, grammatophylax, lit. "guardián de los documentos oficiales"), que según algunas fuentes se define como su superior, por lo que el número total de estos magistrados sería el de seis.
En Atenas, la supervisión de las leyes era originalmente tarea del Areópago, pero cuando Efialtes retiró todo el poder a este órgano, pareció necesario introducir una nueva magistratura que velara por las leyes, protegiera el orden de la ciudad y evitara una legislación repentina o abrupta, fruto de protestas o revueltas y completamente inconstitucional. Así pues, se creó un cuerpo de siete nomofílacos, elegidos anualmente y que se sentaban junto a los proedros en la Ekklesía y la Boulé. 
Los nomofílacos fueron abolidos durante el arcontado de 404/403 a. C., cuando el Areópago recuperó sus funciones de supervisión de las leyes. Más tarde, estos magistrados fueron restablecidos por Demetrio de Falero (c. 360 o 350-283 a. C.), pero sus tareas quedaron muy reducidas, ya que su magistratura había sido sustituida de hecho por la acción legal de la Grafé paranomon. Precisamente por esta razón, quizás, nos ha llegado muy poca información precisa sobre los nomofílacos.

### Imperio bizantino
El cargo de nomofílaco aparece en inscripciones de época imperial como herencia lejana de la antigüedad griega. Fue establecido por el emperador Constantino IX Monómaco (r. 1042-1055) en las Novellae Constitutiones de 1045 para Juan VIII Xifilinos, futuro patriarca de Constantinopla. La obtención de este cargo confería gran autoridad y representaba una alta distinción: presidía la facultad de derecho de la capital, Constantinopla, era miembro del Senado bizantino, ocupaba el asiento junto al epi ton kriseon (ἐπὶ τῶν κρίσεων) y se le concedía un salario anual (roga) de 4 libras de oro y una túnica de seda, sin contar diversas donaciones y regalos imperiales. La autoridad del cargo se reforzaba aún más al especificar con precisión los pocos casos en los que un titular podía ser destituido.
Sin embargo, el cargo no sobrevivió mucho tiempo en su concepción original, y rápidamente se asoció al derecho eclesiástico, disfrutando, según J. Darrouzès, de una posición intermedia entre las administraciones civil y eclesiástica. Así, en el siglo XII, fue ejercido por varios canonistas notables, como Alexio Aristeno, Nilo Doxapatres y Teodoro Balsamón. En el siglo XIV, existía un nomofílaco civil y otro eclesiástico, siendo este último bastante análogo a otro cargo judicial eclesiástico, el dikaiofílaco.